# (16040) 1999 GN18
A (16040) 1999 GN18 a Naprendszer kisbolygóövében található aszteroida. A LINEAR projekt keretében fedezték fel 1999. április 15-én.